# Terebella quinqueseta
Terebella quinqueseta är en ringmaskart som beskrevs av Jean-Baptiste Lamarck 1801. Terebella quinqueseta ingår i släktet Terebella och familjen Terebellidae. Inga underarter finns listade i Catalogue of Life.